# Giuditta d'Altavilla
Giuditta di Altavilla o di Sicilia (... – verso il 1134) è stata una principessa normanna e contessa di Conversano.

## Biografia
Era figlia del primo conte di Sicilia Ruggero I di Sicilia e della seconda moglie Eremburga di Mortain. Prese il nome dalla prima moglie di suo padre, Giuditta d'Evreux morta nel 1076 dopo avergli dato quattro figlie.
Nel 1110 suo fratello Ruggero II di Sicilia la diede in sposa ad un suo fedele vassallo, Roberto I di Bassavilla.
Grazie a questo vincolo matrimoniale suo marito ricevette nel 1134 la contea di Conversano divenendo quindi un potente vassallo di Roberto II.

## Ascendenza
|                        |   |                         | Genitori                 |  |  | Nonni |  |  | Bisnonni |  |  | Trisnonni |  |
|                        |   |                         |                          |  |  |       |  |  | …        |  |  | …         |  |
|                        |   |                         |                          |  |  |       |  |  | …        |  |  | …         |  |
|                        |   | …                       |                          |  |  |       |  |  | …        |  |  |           |  |
| Tancredi d'Altavilla   |   |                         |                          |  |  |       |  |  | …        |  |  |           |  |
|                        |   | …                       | …                        |  |  |       |  |  |          |  |  |           |  |
|                        |   | …                       | …                        |  |  |       |  |  |          |  |  |           |  |
|                        |   | …                       | …                        |  |  |       |  |  |          |  |  |           |  |
| Ruggero I di Sicilia   |   | …                       |                          |  |  |       |  |  |          |  |  |           |  |
|                        |   | Riccardo I di Normandia | Guglielmo I di Normandia |  |  |       |  |  |          |  |  |           |  |
|                        |   | Riccardo I di Normandia | Guglielmo I di Normandia |  |  |       |  |  |          |  |  |           |  |
|                        |   | Riccardo I di Normandia | Sprota                   |  |  |       |  |  |          |  |  |           |  |
| Fresenda               |   | Riccardo I di Normandia |                          |  |  |       |  |  |          |  |  |           |  |
|                        |   | …                       | …                        |  |  |       |  |  |          |  |  |           |  |
|                        |   | …                       | …                        |  |  |       |  |  |          |  |  |           |  |
|                        |   | …                       | …                        |  |  |       |  |  |          |  |  |           |  |
| Giuditta d'Altavilla   |   | …                       |                          |  |  |       |  |  |          |  |  |           |  |
|                        | … | …                       |                          |  |  |       |  |  |          |  |  |           |  |
|                        | … | …                       |                          |  |  |       |  |  |          |  |  |           |  |
|                        | … | …                       |                          |  |  |       |  |  |          |  |  |           |  |
| Guglielmo di Mortain   | … |                         |                          |  |  |       |  |  |          |  |  |           |  |
|                        |   | …                       | …                        |  |  |       |  |  |          |  |  |           |  |
|                        |   | …                       | …                        |  |  |       |  |  |          |  |  |           |  |
|                        |   | …                       | …                        |  |  |       |  |  |          |  |  |           |  |
| Eremburga di Mortain   |   | …                       |                          |  |  |       |  |  |          |  |  |           |  |
|                        |   | …                       | …                        |  |  |       |  |  |          |  |  |           |  |
|                        |   | …                       | …                        |  |  |       |  |  |          |  |  |           |  |
|                        |   | …                       | …                        |  |  |       |  |  |          |  |  |           |  |
| Matilde di Montgommery |   | …                       |                          |  |  |       |  |  |          |  |  |           |  |
|                        |   | …                       | …                        |  |  |       |  |  |          |  |  |           |  |
|                        |   | …                       | …                        |  |  |       |  |  |          |  |  |           |  |
|                        |   | …                       | …                        |  |  |       |  |  |          |  |  |           |  |
|                        |   | …                       |                          |  |  |       |  |  |          |  |  |           |  |